# امان گاسپادین پادگورنی
امان گاسپادین پادگورنی (زادهٔ تبریز) نخستین مربی ورزش ایران در رشته‌های بدنسازی و وزنه‌برداری بود. پادگورنی در اوکراین تحصیل کرده بود و به همین دلیل به «گاسپادین» شهرت داشت.

## زندگی
پادگورنی زادهٔ تبریز بود و در سال ۱۳۰۲ پس از تحصیل در اوکراین که آنزمان بخشی از اتحاد جماهیر شوروی سوسیالیستی بود، به تبریز آمد و در طول هشت سال اقامت در این شهر، باشگاهی تأسیس کرد و به آموزش ورزشکاران در مدارس و ارتش همت گماشت. پادگورنی در رشته‌های ژیمناستیک و وزنه‌برداری تبحر داشت. او از قطعات دیفرانسیل اتومبیل، هالترهایی در وزنهای مختلف تهیه کرد و آموزش وزنه‌برداری را در شهر تبریز آغاز کرد. پادگورنی در ۱۳۱۰ به تهران رفت و در دانشکدهٔ افسری به مربیگری و آموزش مشغول شد. او تهیهٔ هالتر صفحه‌ای را به «تخشایی» سفارش داد. پادگورنی همچنین نخستین داور در اولین دورهٔ مسابقات قهرمانی وزنه‌برداری کشور ایران بود و نخستین اردوی تیم وزنه‌برداری ایران را در سال ۱۳۱۹ در منزل یکی از وزنه‌برداران تشکیل داد. وی مربی محمود نامجوی، برندهٔ نخستین مدالهای طلای آسیایی و جهانی تاریخ ورزش ایران در رشته‌های بدنسازی و وزنه‌برداری بود. پادگورنی باعث شد تا نامجو رشته ورزشی‌اش را از ژیمناستیک به وزنه‌برداری تغییر دهد.